# MTV Video Music Awards 2022
Die MTV Video Music Awards 2022 wurden am 28. August 2022 im  Prudential Center, Newark, New Jersey verliehen.
Die meisten Nominierungen mit sieben Stück gingen an die drei Rapper Kendrick Lamar, Jack Harlow und Lil Nas X, dicht gefolgt von Doja Cat und Harry Styles mit sechs Stück. Dabei sind jedoch Harlow und Lil Nas X gemeinsam mit dem Lied Industry Baby nominiert.

## Nominierungen und Gewinner
Die Nominierungen wurden am 26. Juli 2022 verkündet.
| Video of the Year | Song of the Year |
| --- | --- |
| - Taylor Swift – All Too Well (10 Minute Version) (Taylor's Version) - Doja Cat – Woman - Drake (featuring Future and Young Thug) – Way 2 Sexy - Ed Sheeran – Shivers - Harry Styles – As It Was - Lil Nas X and Jack Harlow – Industry Baby - Olivia Rodrigo – Brutal | - Billie Eilish – Happier Than Ever - Adele – Easy on Me - Doja Cat – Woman - Elton John and Dua Lipa – Cold Heart (Pnau remix) - Lizzo – About Damn Time - The Kid Laroi and Justin Bieber – Stay |
| Artist of the Year | Best New Artist |
| - Bad Bunny - Drake - Ed Sheeran - Harry Styles - Jack Harlow - Lil Nas X - Lizzo | - Dove Cameron - Baby Keem - Gayle - Latto - Måneskin - Seventeen |
| Push Performance of the Year | Best Collaboration |
| - Seventeen – Rock with You - Griff – One Night - Remi Wolf – Sexy Villain - Nessa Barrett – I Hope Ur Miserable Until Ur Dead - Mae Muller – Better Days - Gayle – ABCDEFU - Shenseea – R U That - Omar Apollo – Tamagotchi - Wet Leg – Chaise Longue - Muni Long – Baby Boo - Doechii – Persuasive | - Lil Nas X and Jack Harlow – Industry Baby - Drake (featuring Future and Young Thug) – Way 2 Sexy - Elton John and Dua Lipa – Cold Heart (Pnau remix) - Megan Thee Stallion and Dua Lipa – Sweetest Pie - Post Malone and The Weeknd – One Right Now - Rosalía (featuring The Weeknd) – La Fama - The Kid Laroi and Justin Bieber – Stay |
| Best Pop | Best Hip Hop |
| - Harry Styles – As It Was - Billie Eilish – Happier Than Ever - Doja Cat – Woman - Ed Sheeran – Shivers - Lizzo – About Damn Time - Olivia Rodrigo – Traitor | - Nicki Minaj (featuring Lil Baby) – Do We Have a Problem? - Eminem and Snoop Dogg – From the D 2 the LBC - Future (featuring Drake and Tems) – Wait for U - Kendrick Lamar – N95 - Latto – Big Energy - Pusha T – Diet Coke |
| Best R&B | Best K-Pop |
| - The Weeknd – Out of Time - Alicia Keys – City of Gods (Part II) - Chlöe – Have Mercy - H.E.R. – For Anyone - Normani (featuring Cardi B) – Wild Side - Summer Walker, SZA and Cardi B – No Love (Extended Version) | - Lisa – Lalisa - BTS – Yet to Come (The Most Beautiful Moment) - Itzy – Loco - Seventeen – Hot - Stray Kids – Maniac - Twice – The Feels |
| Best Latin | Best Rock |
| - Anitta – Envolver - Bad Bunny – Tití Me Preguntó - Becky G and Karol G – Mamiii - Daddy Yankee – Remix - Farruko – Pepas - J Balvin and Skrillex – In da Getto | - Red Hot Chili Peppers – Black Summer - Foo Fighters – Love Dies Young - Jack White – Taking Me Back - Muse – Won't Stand Down - Shinedown – Planet Zero - Three Days Grace – So Called Life |
| Best Alternative | Video for Good |
| - Måneskin – I Wanna Be Your Slave - Avril Lavigne (featuring Blackbear) – Love It When You Hate Me - Imagine Dragons and JID – Enemy - Machine Gun Kelly (featuring Willow) – Emo Girl - Panic! at the Disco – Viva Las Vengeance - Twenty One Pilots – Saturday - Willow and Avril Lavigne (featuring Travis Barker) – Grow | - Lizzo – About Damn Time - Kendrick Lamar – The Heart Part 5 - Latto – Pussy - Rina Sawayama – This Hell - Stromae – Fils de Joie |
| Best Metaverse Performance | Best Longform Video |
| - Blackpink the Virtual (PUBG) - BTS (Minecraft) - Charli XCX (Roblox) - Justin Bieber – An Interactive Virtual Experience (Wave) - Rift Tour (featuring Ariana Grande) (Fortnite) - Twenty One Pilots Concert Experience (Roblox) | - Taylor Swift – All Too Well (10 Minute Version) (Taylor's Version) - Billie Eilish – Happier Than Ever: A Love Letter to Los Angeles - Foo Fighters – Studio 666 - Kacey Musgraves – Star-Crossed - Madonna – Madame X - Olivia Rodrigo – Driving Home 2 U |
| Best Direction | Best Art Direction |
| - Taylor Swift – All Too Well (10 Minute Version) (Taylor's Version) (Regie: Taylor Swift) - Baby Keem and Kendrick Lamar – Family Ties (Regie: Dave Free) - Billie Eilish – Happier Than Ever (Regie: Billie Eilish) - Ed Sheeran – Shivers (Regie: Dave Meyers) - Harry Styles – As It Was (Regie: Tanu Muino) - Lil Nas X and Jack Harlow – Industry Baby (Regie: Christian Breslauer)                                                          | - Lil Nas X and Jack Harlow – Industry Baby (Art Direction: Alex Delgado) - Adele – Oh My God (Art Direction: Nu California) - Doja Cat – Get Into It (Yuh) (Art Direction: Matt Sokoler) - Drake (featuring Future and Young Thug) – Way 2 Sexy (Art Direction: Keith Raywood) - Kacey Musgraves – Simple Times (Art Direction: Julie Smith) - Megan Thee Stallion and Dua Lipa – Sweetest Pie (Art Direction: Tyler Evans) |
| Best Choreography | Best Cinematography |
| - Doja Cat – Woman (Choreografie: Cortland Brown) - BTS – Permission to Dance (Choreografie: Son Sung Deuk) - FKA Twigs (featuring The Weeknd) – Tears in the Club (Choreografie: Sean Bankhead, Zoï Tatopoulos and Honey Balenciaga) - Harry Styles – As It Was (Choreografie: Yoann Bourgeois) - Lil Nas X and Jack Harlow – Industry Baby (Choreografie: Sean Bankhead) - Normani (featuring Cardi B) – Wild Side (Choreografie: Sean Bankhead) | - Harry Styles – As It Was (Kamera: Nikita Kuzmenko) - Baby Keem and Kendrick Lamar – Family Ties (Kamera: Bruce Cole) - Camila Cabello (featuring Ed Sheeran) – Bam Bam (Kamera: Mia Barnes) - Kendrick Lamar – N95 (Kamera: Adam Newport-Berra) - Normani (featuring Cardi B) – Wild Side (Kamera: Nikita Kuzmenko) - Taylor Swift – All Too Well (10 Minute Version) (Taylor's Version) (Kamera: Rina Yang) |
| Best Editing | Best Visual Effects |
| - Rosalía – Saoko (Schnitt: Jon Echeveste) - Baby Keem and Kendrick Lamar – Family Ties (Schnitt: Neal Farmer) - Doja Cat – Get Into It (Yuh) (Schnitt: John Paul Horstmann) - Olivia Rodrigo – Brutal (Schnitt: Alyssa Oh) - Taylor Swift – All Too Well (10 Minute Version) (Taylor's Version) (Schnitt: Ted Guard) - The Weeknd – Take My Breath (Schnitt: Nick Rondeau)                                                                        | - Lil Nas X and Jack Harlow – Industry Baby (Visual Effects: Cameo FX) - Billie Eilish – Happier Than Ever (Visual Effects: Vincent Argentine, Henric Hedin, Will Kosman, Will Kosman and John Zymali) - Coldplay and BTS – My Universe (Visual Effects: Ingenuity, Rodeo FX, BUF and AMGI) - Kendrick Lamar – The Heart Part 5 (Visual Effects: Deep Voodoo) - Megan Thee Stallion and Dua Lipa – Sweetest Pie (Visual Effects: Mário Dubec, UPP and Onepixel Brush) - The Kid Laroi and Justin Bieber – Stay (Visual Effects: Digital Axis)                                                               |
| Group of the Year | Song of Summer |
| - BTS - Blackpink - City Girls - Foo Fighters - Imagine Dragons - Måneskin - Red Hot Chili Peppers - Silk Sonic | - Jack Harlow – First Class - Bad Bunny and Chencho Corleone – Me Porto Bonito - Beyoncé – Break My Soul - Charlie Puth (featuring Jungkook) – Left and Right - Doja Cat – Vegas - Future (featuring Drake and Tems) – Wait for U - Harry Styles – Late Night Talking - Kane Brown – Grand - Latto and Mariah Carey (featuring DJ Khaled) – Big Energy (Remix) - Lizzo – About Damn Time - Marshmello and Khalid – Numb - Nicki Minaj – Super Freaky Girl - Nicky Youre and dazy – Sunroof - Post Malone (featuring Doja Cat) – I Like You (A Happier Song) - Rosalía – Bizcochito - Steve Lacy – Bad Habit |
| Album of the Year | |
| - Harry Styles – Harry's House - Adele – 30 - Bad Bunny – Un Verano Sin Ti - Billie Eilish – Happier Than Ever - Drake – Certified Lover Boy | |
| Michael Jackson Video Vanguard Award | |
| Nicki Minaj | |
| Global Icon Award | |
| Red Hot Chili Peppers | |